# Fairview Conservation Park
Fairview Conservation Park är en park i Australien. Den ligger i delstaten South Australia, omkring 270 kilometer sydost om delstatshuvudstaden Adelaide. Den ligger vid sjön Kangoora Lagoon.
Trakten runt Fairview Conservation Park är nära nog obefolkad, med mindre än två invånare per kvadratkilometer.. Närmaste större samhälle är Lucindale, omkring 17 kilometer söder om Fairview Conservation Park.
I omgivningarna runt Fairview Conservation Park växer huvudsakligen savannskog. Genomsnittlig årsnederbörd är 688 millimeter. Den regnigaste månaden är juni, med i genomsnitt 124 mm nederbörd, och den torraste är december, med 12 mm nederbörd.